# Juan Navarro Bohigues
Juan Navarro Bohigues (Játiva, Valencia, España; 5 de febrero de 1957) fue un futbolista español que se desempeñaba como centrocampista.

## Clubes
| Club         | País   | Año         |
| ------------ | ------ | ----------- |
| CD Castellón | España | 1977 - 1983 |